# Phreata glaucoalba
Phreata glaucoalba är en fjärilsart som beskrevs av Walker 1865. Phreata glaucoalba ingår i släktet Phreata och familjen tofsspinnare. Inga underarter finns listade i Catalogue of Life.